# Play (peça)
Play é um drama escrito por Samuel Beckett em 1962 e 1963. Sua estreia deu-se em 14 de julho de 1963 no teatro de Ulm, Alemanha, com o nome de Spiel.
No Brasil Play foi adaptado - entre outros - como Beckett In White - A Comédia.

## Sinopse
Play retrata um triângulo amoroso vivido pelo marido(M), mulher(W1) e amante(w2). Nessa difícil relação que confidenciam através de memórias, suas experiências mais angustiantes de ciúme, infidelidade, amor, traição, remorso. Dentro de vasos as cabeças de Marido(M) mulher(W1) e amante(W2) estão iluminadas por focos de luz (spot). 